# Monster (EP)
Monster é o primeiro extended play  do Irene & Seulgi, uma subunidade do girl group sul-coreano Red Velvet. Foi lançado em 6 de julho de 2020 pela SM Entertainment.

## Antecedentes e lançamento
Em 21 de abril de 2020, a SM Entertainment confirmou que Irene e Seulgi estreariam como uma subunidade. Em 27 de maio, foi anunciado que a dupla lançaria seu primeiro EP Monster em 15 de junho, que incluirá seis faixas de diferentes gêneros, com pré-venda começando no mesmo dia. No entanto, em 29 de maio, a agência anunciou que, para melhorar a qualidade da música, Monster seria lançado em meados de julho. No mesmo dia, uma imagem teaser com as palavras "cooming soon" foi divulgada.

## Desempenho Comercial
De acordo com Hanteo, Monster vendeu mais de 80.000 cópias no primeiro dia, superando os recordes de vendas do primeiro dia e da primeira semana de Red Velvet com o EP "The ReVe Festival: Day 1" que estabeleceu 45.080 cópias no primeiro dia e 71.431 cópias para sua primeira semana. Ele também se tornou o álbum de subunidades mais vendido de todos os tempos, superando Twinkle (2012) por Girls 'Generation-TTS. O EP alcançou 100.000 cópias vendidas no Hanteo em menos de 3 dias, tornando-o o primeiro álbum do Red Velvet a conseguir o feito.
Foi certificado de Platina por vender mais de 55.000 cópias na maior plataforma de música da China, QQ Music. O EP também alcançou o número 1 no álbum principal do iTunes em 45 países. O EP estreou no número cinco na parada mundial de álbuns da Billboard, tornando-se a primeira entrada da dupla.

## Videoclipe
O videoclipe de "Monster" foi adiado para 7 de julho às 12:00 (KST) por razões não especificadas.

## Lista de faixas
| N.º | Título                              | Letras                           | Música                                                   | Arranjo                      | Duração |  |
| 1.  | "Monster"                           | Kenzie                           | Yaakov Gruzman Delaney Jane Jenson Vaughan Yoo Young-jin | Yaakov Gruzman Yoo Young-jin | 2:58    |  |
| 2.  | "Naughty" (놀이)                    | JQ Lee Yeon-ji (makeumine works) | Moonshine Louise Frick Sveen Charite Viken Yoo Young-jin | Moonshine Yoo Young-jin      |         |  |
| 3.  | "Diamond"                           | Kim Yeon-seo                     | Daniel Klein Kim Yeon-seo Andreas Öberg                  | Daniel Klein                 | 3:16    |  |
| 4.  | "Feel Good"                         | Lee Seu-ran                      | Moonshine Tania Doko Maribelle                           | Moonshine                    | 3:13    |  |
| 5.  | "Jelly"                             | Park Geu-rin (153/Joombas)       | minGtion Andrew Choi Kim Yeon-seo                        | minGtion                     | 3:12    |  |
| 6.  | "Uncover" (interpretado por Seulgi) | Kim Yeon-seo                     | Hong Yo-seob Shim Jae-won Kim Yeon-seo                   | Hong Yo-seob                 | 3:41    |  |